# Кидони
Кидоните (на микенски език с латинска азбука: ku-do-ni-jo / Kudōnios, древногръцки: Κύδωνες/Κυδωνιάτας) е древен народ населявал през бронзовата епоха северозападната част на остров Крит.
Името им произлиза от легендарния цар Кидон (на микенски език с латинска азбука: ku-do / Kudōn), който основал града Кидония (микенски език с латинска азбука: ku-do-ni-ja / Kudōniā; древногръцки: Κυδωνία).
Кидоните, заедно с минойците, създават минойската цивилизация и култура на остров Крит.
За произхода и езика им нищо определено не е известно.